# پابلو سنتوریون
پابلو سنتوریون (اسپانیایی: Pablo Centurión‎) بازیکن فوتبال اهل پاراگوئه بود.
از باشگاه‌هایی که در آن بازی کرده‌است می‌توان به باشگاه فوتبال اتلتیکو ناسیونال، باشگاه فوتبال سانتا فه، و باشگاه فوتبال میلوناریوس اشاره کرد.
وی همچنین در تیم ملی فوتبال پاراگوئه بازی کرده‌است.